# チャック・マンジョーネ

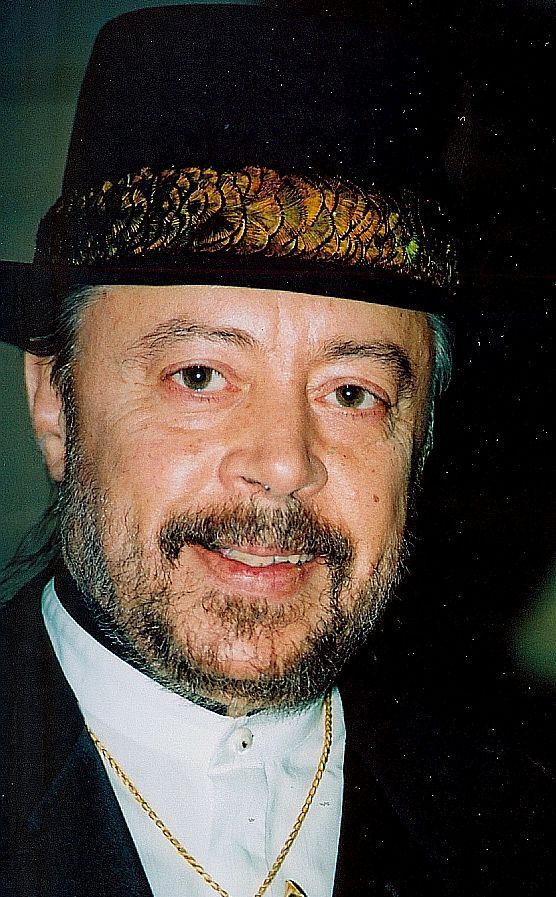
1998年のチャック・マンジョーネ

チャック・マンジョーネ（Chuck Mangione[mænˈdʒoʊi] 、本名：Charles Frank Mangione、1940年11月29日 - 2025年7月22日）は、アメリカ合衆国出身のトランペット奏者、フリューゲルホルン奏者、作曲家。ジャズ・フュージョンの活動で知られる。イーストマン音楽学校卒業。

## 人物・来歴
ニューヨーク州ロチェスターに、シチリア系の両親の間に生まれる。幼少からトランペットを学び、1960年から実兄ギャスパー・“ギャップ”・マンジョーネと、ザ・ジャズブラザーズというハード・バップ・ジャズ・バンドを結成。1965年、アート・ブレイキーのバンドにも参加し、名を上げた。
1960年代後半頃、トランペットからフリューゲルホルンに楽器を持ち替えフュージョン方面に音楽性を転向した。ラテン・テイストをふんだんに取り入れたメロディアスで心地よいナンバーを次々と発表し、全米で大ヒット。1975年に発表したアルバム『哀しみのベラヴィア』でグラミー賞を受賞。1978年にはアルバム『サンチェスの子供たち』で2度目のグラミー賞を受賞した。代表曲「フィール・ソー・グッド」は全米のヒットチャートでトップ5入りし、同タイトルのアルバムはBillboard 200のトップ2を獲得、ジャズでは異例の大ブレイクを記録した。1980年の「栄光をめざして」は、同年のレークプラシッドオリンピックにちなんで制作され、人気のある曲である。マンジョーネは、フュージョンというジャンルのリスナーに愛されたミュージシャンであった。
2025年7月22日、ロチェスターの自宅で睡眠中に死去。84歳没。

## ディスコグラフィ
- The Jazz Brothers（1960年）
- Hey Baby!（1961年）
- Spring Fever（1961年）
- Recuerdo（1962年）
- Friends & Love...A Chuck Mangione Concert（1970年）
- The Chuck Mangione Quartet（1972年）
- ランド・オブ・メイク・ビリーブ（1973年）
- チェイス・ザ・クラウズ・アウェイ（英語版）（1975年）
- 哀しみのベラヴィア（1975年）
- メイン・スクイーズ（1976年）
- フィール・ソー・グット（英語版）（1977年）
- サンチェスの子供たち（1978年）
- アンイブニング〜ライブ・アット・ハリウッド・ボウル（1979年）
- ファン・アンド・ゲームス（1979年）
- Tarantella（1980年）
- 70 Miles Young（1982年）
- Love Notes（1982年）
- 虹への旅（1983年）
- Disguise（1984年）
- Save Tonight for Me（1986年）
- Eyes of the Veiled Temptress（1988年）
- The Hat's Back（1994年）
- The Feeling's Back（1999年）
- Everything for Love（2000年）
- Keep in Sight（2019年）

## 参加作品
- アート・ブレイキー＆ジャズ・メッセンジャーズ『バターコーン・レディ』（1966年）

## CM提供曲
- 1981年 サンチェスの子供たち - 三菱・ミラージュ